# Pseudotramea
Genre
Pseudotramea est un genre dans la famille des Libellulidae appartenant au sous-ordre des anisoptères dans l'ordre des odonates. Il ne comprend qu'une seule espèce : Pseudotramea prateri.

## Espèce du genre
- Pseudotramea prateri Fraser, 1920